# Dieta saudável

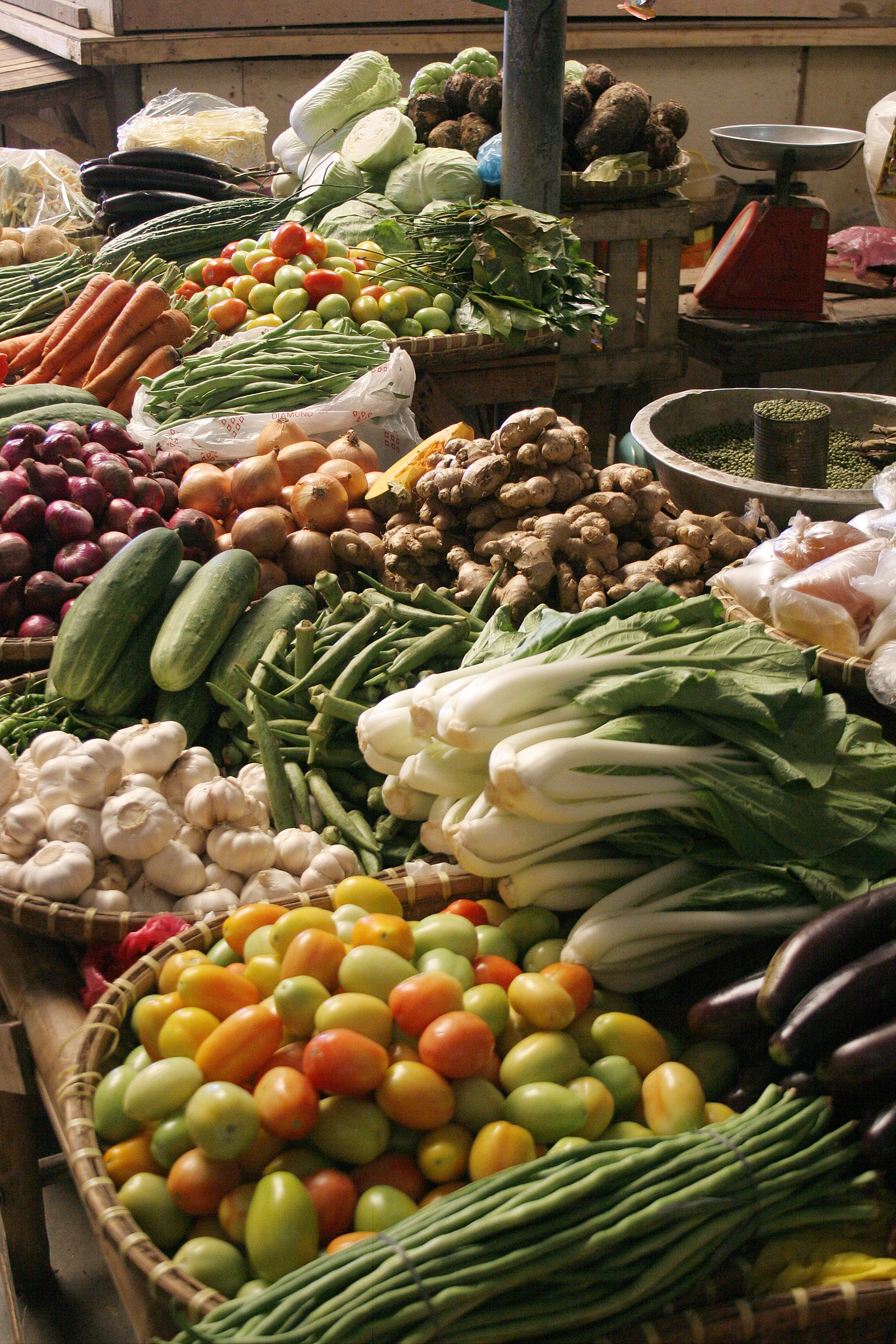
Folhas verdes, allium e vegetais são componentes de uma dieta saudável.

Uma dieta saudável é uma dieta que ajuda a manter ou melhorar a saúde. Uma dieta saudável fornece ao corpo o essencial da Nutrição humana, isto é, fluidos, macronutrientes, micronutrientes e quantidade adequada de calorias.